# گومروو (شهرستان بلاگووشچنسکی، باشقیرستان)
گومروو (انگلیسی: Gumerovo, Blagoveshchensky District, Republic of Bashkortostan) یک شهرک در شهرستان بلاگووشچنسکی باشقیرستان کشور روسیه است.